# Awakeri
Awakeri est un village de Nouvelle-Zélande située dans l’île du Nord, dans la région de la Baie de l’Abondance (ou Bay of Plenty).

## Situation
Elle est située au sud-ouest de la ville de Whakatane dans une zone de fermes et de culture d'arbres fruitiers. Elle dispose des équipements de base et d'une école primaire pour les élèves âgés de 5 à 13 ans et le secteur est bien connu pour sa proximité avec la présence de sources chaudes.

## Accès
Awakeri est situé à la jonction de la route nationale 2/S H 2 (en) et la route route nationale 30/ S H 30 (en) : la route SH 2 relie Edgecumbe à Taneatua et la route SH 30 Whakatane à Te Teko.
Les 2 routes traversent ensemble brièvement le village.
La branche de chemin de fer de Taneatua (en), qui traversait aussi le village, a été fermée. Toutefois un opérateur de tourisme ferroviaire a récemment[Quand ?] loué une section de la ligne à Kiwi Rail (en) et a ouvert une « rail cart operation ». 
Le service de transport de passagers par train à travers Awakeri a été assuré par le Taneatua Express (en) avec des locomotives à vapeur entre 1928 et le 7 février 1959, où elles ont été remplacées par un autorail de classe NZR RM (à 88 sièges) (en), qui s'arrêtait avant Awakeri, au niveau de Te Puke. 
Une compagnie privée de chemin de fer gérée par la “ CHH Whakatane Mill» reliait la gare d’Awakeri à la scierie de Whakatane. 
La ligne, maintenant complètement fermée et supprimée, longeait la route nationale SH 30, y compris devant la station service à Awakeri.

## Sports
Le club de foot d’Awakeri (Awakeri Soccer Club)  est basé dans les locaux de l’école, dont le football est le sport principal.